# Tadeusz Nowicki (industriel)
Pour les articles homonymes, voir Nowicki.
Tadeusz Nowicki (né en 1958) est un industriel polonais, fondateur et président du groupe Ergis, leader polonais dans la transformation des matières plastiques et président de l'Union polonaise de la plasturgie. Il est l'époux de Joanna Nowicki.

## Biographie
Après son baccalauréat au Lycée Gottwald (pl) (à présent S. Staszic) à Varsovie en 1977, il a étudié à l'École polytechnique de Varsovie ou il s’est spécialisé dans la science des matériaux. Il était l’un des fondateurs, puis le premier  vice-président d'organisation anti-régime l'Association indépendante des étudiants (en) à l'École polytechnique de Varsovie (NZS). En 1981 après la  déclaration de l'état de siège de Jaruzelski, il a été interné avec d'autres opposants dans la camp d'internement Białołęka. Il a été libéré le 17 juillet 1982. En mars 1983, il a soutenu son mémoire de fin d’études préparé en prison, puis après la suspension de l'état de siège et grâce à l'appui du comité des intellectuels français « Le Goff », il a obtenu une autorisation de départ en France, pour préparer une thèse de doctorat à l'École nationale supérieure des mines (Saint-Étienne).
Tadeusz Nowicki a commencé sa carrière professionnelle en 1985 comme chargé de recherche au ministère de l'Industrie.
Avec J.M. Penisson et M. Biscondi, il a été l'auteur d'une expérience qui a permis d'observer directement les positions atomiques dans les joints de grains en présence d’atomes étrangers (ségrégation intergranulaire), faite au moyen d’un microscope électronique en transmission à haute résolution ,,. Ces positions ont été comparées à celles déterminées par la statique et la dynamique moléculaire.
En 1989, il a rejoint le Comptoir Lyon-Alemand Louyot, leader français dans la transformation des métaux précieux, comme responsable de recherche métallurgique. Après la fusion avec le groupe américain Engelhard Metals, il est devenu directeur technique de la Division Platine d’Engelhard-CLAL, en assumant la responsabilité technique des usines de Paris, Londres et Amsterdam.
En janvier 1998, il s'est engagé dans la reconstruction de l’industrie en Pologne en créant à la suite de 8 fusions et reprises le Groupe Ergis,,  coté à la Bourse de Varsovie depuis 2006 . Conjointement avec Marek Górski et Jacek Korpała, il a procédé au management buy-out,, et à la reprise de la société MKF-Folien GmbH à Berlin et de la société Schimanski GmbH près de Hambourg,,, qui ont été intégrées au sein du Groupe Ergis.
Tadeusz Nowicki a inspiré et a participé aux travaux de mise en œuvre de la nouvelle technologie de production de films stretch à nano-couches
Depuis 2007, il est président de l'Union polonaise de la plasturgie (PZTPS/ PUPC), faisant partie de la Confédération Lewiatan (pl) – principale organisation des employeurs en Pologne. En 2022, il devient vice-président de l'association European Plastics Converters (EuPC), et en 2025, il a été nommé Vice-Président du Conseil Général de la Confédération Lewiatan.